# Juillac, Corrèze
Juillac är en kommun i departementet Corrèze i regionen Nouvelle-Aquitaine i de centrala delarna av Frankrike. Kommunen ligger  i kantonen Juillac som tillhör arrondissementet Brive-la-Gaillarde. År 2022 hade Juillac 1 147 invånare.

## Befolkningsutveckling
Antalet invånare i kommunen Juillac
Referens:INSEE